# Betty Molesworth Allen
Pour les articles homonymes, voir Allen.
Betty Eleanor Gosset Molesworth Allen (née le 21 juillet 1913 et morte le 11 octobre 2002) est une botaniste néo-zélandaise.

## Biographie
Molesworth Allen est née à Opotiki, une petite ville de l'île du Nord. Souffrant de plusieurs maladies chroniques alors qu'elle est enfant, Molesworth Allen passe la plupart de son temps à l'hôpital et ne peut pas fréquenter l'école. Cependant, ses parents étant passionnés par la nature et la vie sauvage, particulièrement par les oiseaux, ils transmettent le goût de la flore et de la faune à leur enfant.

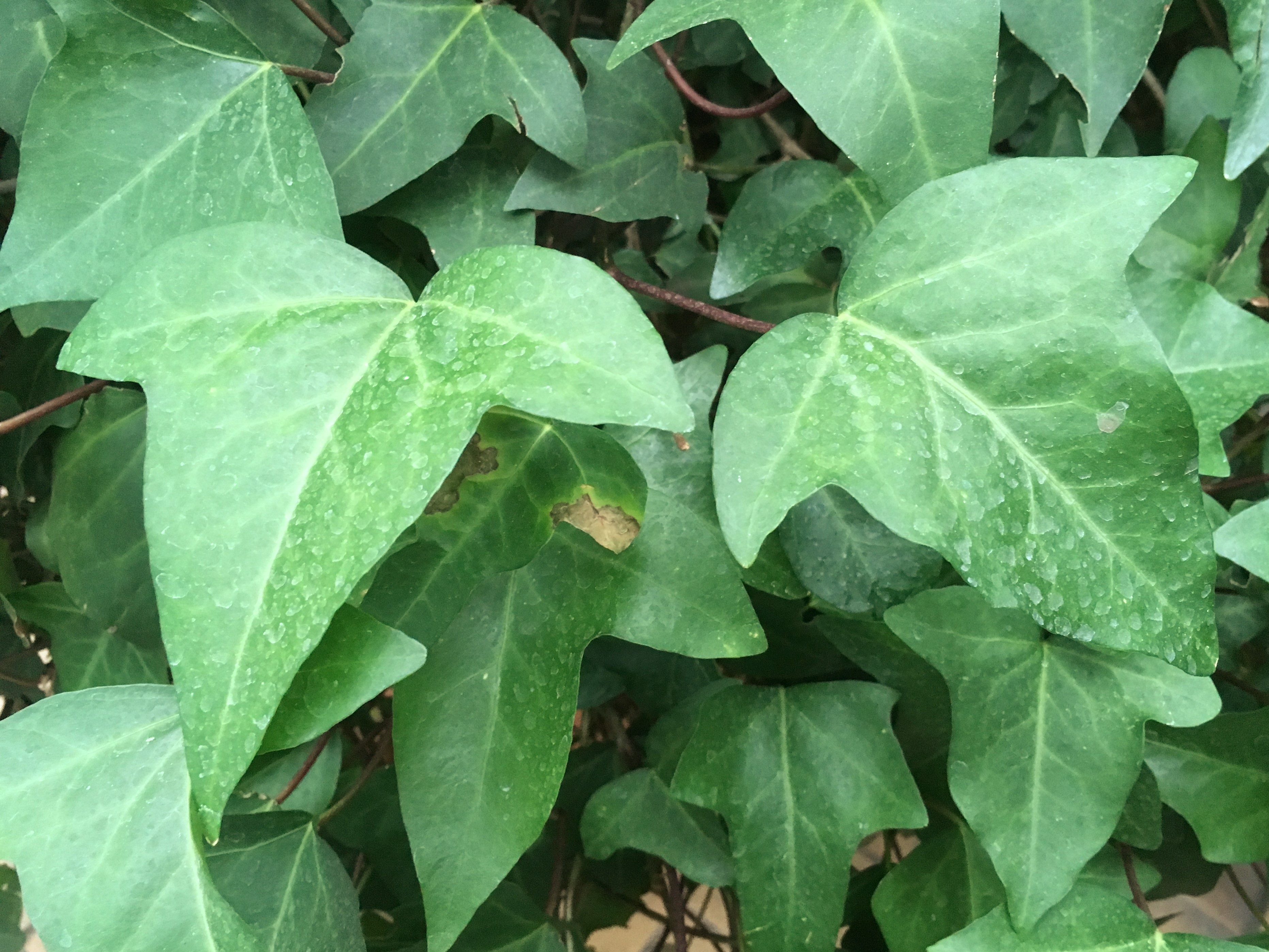
Lierre d'Irlande Betty Allen au jardin botanique de l'université de Wroclaw.

Molesworth Allen s'intéresse à la botanique au contact de Lucy Cranwell, une botaniste du musée du mémorial de guerre d'Auckland. Elle est également influencée par John Holloway (en). En 1939, Molesworth Allen s'implique dans la fondation de l'Auckland Botanical Society et en est la première secrétaire.
Au cours de la Seconde Guerre mondiale, Molesworth Allen se porte volontaire pour intégrer la Women's Auxiallary Air Force. Par la suite, elle remplace Cranwell comme botaniste au musée Auckland de 1944 à 1947.

## Publications

### Livres
- (en) Betty Molesworth Allen, Some Common Trees of Malaya, Eastern Universities Press, 1957 (lire en ligne)
- (en) Betty Molesworth Allen, Malayan Fruits : An Introduction to the Cultivated Species, D. Moore Press, 1967 (lire en ligne)
- (en) Betty Molesworth Allen, A Selection of Wildflowers of Southern Spain, Santana Books, 31 mars 2006, 253 p. (ISBN 978-84-89954-12-0, lire en ligne)

#### Articles
- (en) Betty Molesworth Allen, « Descriptions of the Malayan species of Laportea », Singapore Botanic Gardens Garden Bulletin, vol. 20, no 4,‎ 1964, p. 361-672 (lire en ligne [PDF], consulté le 13 août 2017)
- (en) Betty Molesworth Allen, « Malayan Fern Notes. V », Singapore Botanic Gardens Garden Bulletin, vol. 22, no 1&2,‎ 1967, p. 173-185 (lire en ligne [PDF], consulté le 13 août 2017)